# Rašínovo nábřeží
Rašínovo nábřeží je komunikace na Novém Městě a na Vyšehradě v Praze. Nábřeží je součást protipovodňové ochrany Prahy.

## Poloha
Nábřeží vede severojižním směrem podél pravého břehu Vltavy od vyšehradského tunelu k Jiráskovu mostu. Je nazváno podle českého politika a ekonoma Aloise Rašína (1867–1923). U nábřeží je náplavka, na níž jsou galerie, restaurace a přístav rekreačních lodí, ze kterého vyplouvají lodi pro turisty, organizující mj. lodní prohlídky Prahy motorovými loděmi, různých dopravních společností, například na replikách historických lodí, nebo na kolesovém parníku Vyšehrad

## Historie a názvy
Nábřeží bylo od středověku centrální komunikací Podskalí, s postupující úpravou břehu a nástavbou kamenné navigace se začalo dělit na tři úseky s odlišnými názvy. 

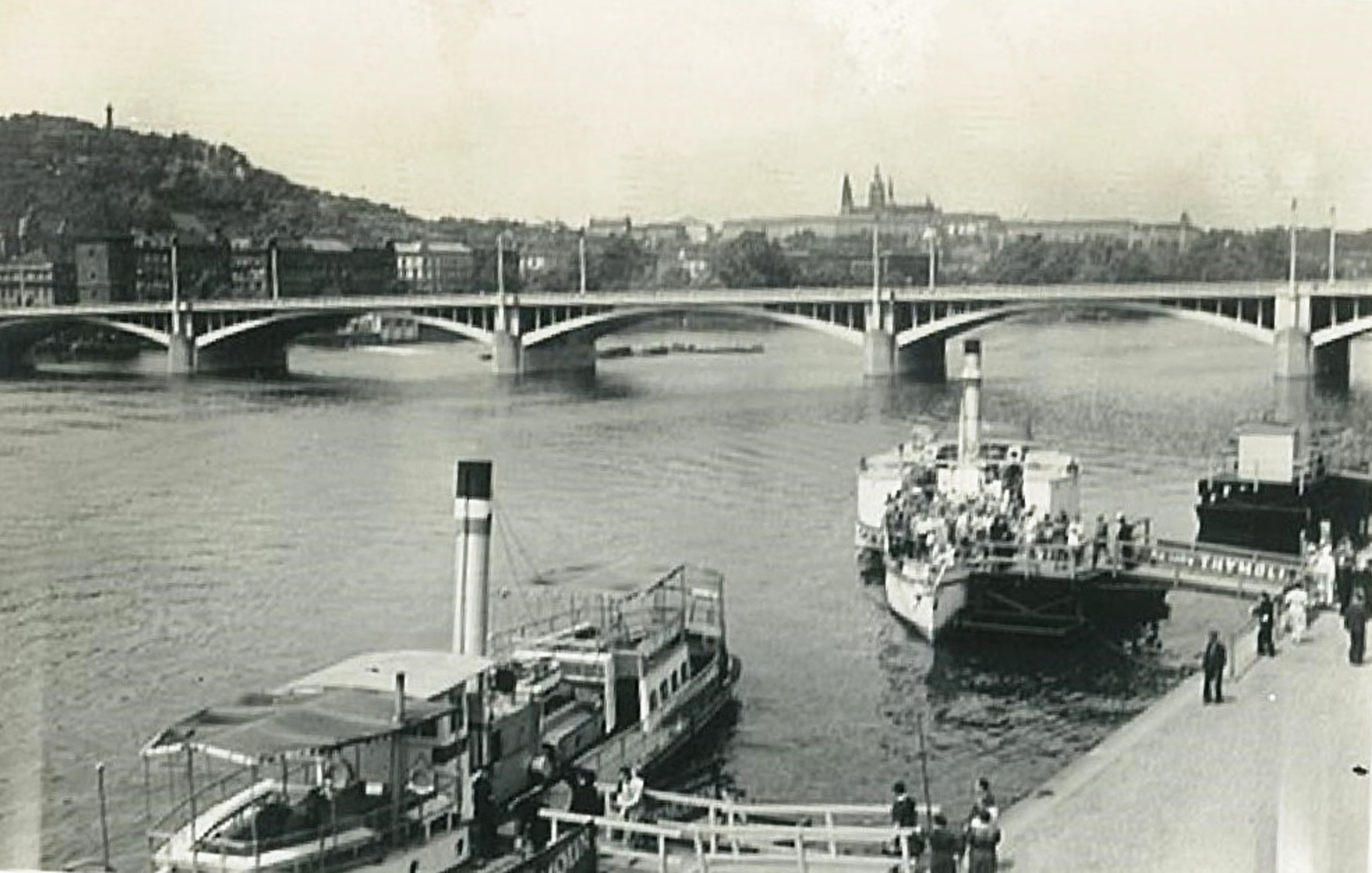
Výletní parníky v přístavišti na Palackého nábřeží, 30. léta 20. století

Již počátkem 20. století po proražení tunelu Vyšehradskou skálou byl jižní úsek nábřeží podezděn, vydlážděn a nazván Vyšehradské nábřeží v úseku po Zítkovy sady. Od roku 1875 byla vybudována kamenná část nábřeží až k Jiráskovu náměstí a dostala název "Palackého nábřeží", jeho patronát byl ještě rozšířen Palackého mostem a Palackého pomníkem. Část mezi Palackého (tehdy Mozartovým) a železničním mostem byla v roce 1942 pojmenována po kolaborantském novináři Karlu Lažnovském. Tyto dva úseky byly v letech 1951–1990 spojeny pod název Nábřeží Bedřicha Engelse, které bylo během roku 1990 přejmenováno na "Rašínovo nábřeží".. Další úsek od Jiráskova náměstí k  Národnímu divadlu se v letech 1951–1990 nazýval Gottwaldovo nábřeží (nyní Masarykovo). Od roku 1911 byla část vozovky upravena pro koleje pražské tramvaje, jejíž linky byly později prodlouženy až do Braníka.

## Náplavka
Náplavka vede v úseku mezi výběžkem vyšehradského tunelu přes  Výtoň a pod Jiráskovým mostem k Žofínu. Na Rašínově nábřeží se nachází hojně navštěvovaná část náplavky. V minulosti až do počátku 60. let 20. století sloužila především technickým účelům a zásobování: dřevařům k vykládce a skladování dříví, lodníkům tehdy významné nákladní říční dopravy k vykládce a skladování zboží, často písku, jehož haldy v jižním úseku sahaly někdy až k zábradlí komunikace. Dále na náplavku v zimě zajížděly povozy ledařů, kteří odtud vozili nasekaný led do restaurací a domácností.  

### Současnost
V současnosti se zde koná množství kulturních akcí, každou sobotu zde fungují farmářské trhy.

### Revitalizace 2019
Od dubna 2019 probíhá revitalizace této náplavky za 174 milionů korun dle návrhu Petra Jandy. V rámci toho došlo ke zkapacitnění toalet, přestavbě dvanácti kobek či k úpravě mobiliáře. Do kobek (nejen na tomto nábřeží) byla osázena největší otáčivá okna svého druhu na světě, vyrobena jsou ze 7 cm tlustého plexiskla. Do budoucna jsou v plánu také plovoucí lázně, které mají být realizovány v roce 2020.

## Budovy, firmy a instituce
Rašínovo nábřeží má jednotnou urbanistickou koncepci, která zahrnuje jak stavby 10.-30. let ve stylu kubismu či funkcionalismu, tak drobnou dekoraci veřejného prostoru (zábradlí, obrubníky, dlažbu, obklady). Stojí zde některé architektonicky významné objekty. Mezi nejvýznamnější patří úsek čtyř kubistických domů č. 6-10 od Josefa Chochola pod Vyšehradem a nárožní kubistická Kovařovicova vila (čp. 28). Nikoliv na nábřeží, ale za jeho nárožím se alespoň v panoramatickém pohledu nábřeží uplatňuje Sequensova vila ve Vnislavově ulici 4, se strohou formou racionální moderny. Na nároží Rašínova nábřeží a Resslovy ulice se nachází Tančící dům. 
- Restaurace Vltava – Rašínovo nábřeží 1[6]
- kubistický trojdům se zahradou – Rašínovo nábřeží 6[7]
- Vila se zahradou – Rašínovo nábřeží 8[8]. Bydlela zde herečka Marie Rosůlková.
- Vila se zahradou – Rašínovo nábřeží 10[9]
- Vyšehradská sokolovna (Sokol Vyšehrad) – Rašínovo nábřeží 24
- Vila Na Libušince – Rašínovo nábřeží 26, Libušina 1[10]
- Kovařovicova vila a kubistická zahrada – Rašínova nábřeží 28, Libušina 3[11]
- Muzeum v podskalské celnici na Výtoni – Rašínovo nábřeží 30[12]
- Meteorologický pavilón s hodinami
- Činžovní dům – Rašínovo nábřeží 42, v letech 1912–1914 projektovali Jan Kotěra a Josef Zasche[13]
- Činžovní dům – Rašínovo nábřeží 70[14]
- Činžovní dům "U dvou tisíc"– čp. 2000/II Rašínovo nábřeží 78[14], kde bydlel Václav Havel
- Přístaviště lodí Rašínovo nábřeží